# Formica goesswaldi
Formica goesswaldi é uma espécie de formiga do gênero Formica, pertencente à subfamília Formicinae.